# Farrukhnagar (ort i Indien, Telangana)
Farrukhnagar är en ort i Indien.   Den ligger i distriktet Mahbūbnagar och delstaten Telangana, i den centrala delen av landet, 1 300 km söder om huvudstaden New Delhi. Farrukhnagar ligger 647 meter över havet och antalet invånare är 39 766.
Terrängen runt Farrukhnagar är platt. Runt Farrukhnagar är det tätbefolkat, med 319 invånare per kvadratkilometer. Det finns inga andra samhällen i närheten. Trakten runt Farrukhnagar består till största delen av jordbruksmark.